# 訃報 1982年5月
訃報 1982年5月（ふほう 1982ねん5がつ）では、1982年（昭和57年）5月中に物故した、又は物故が報じられた人物についてまとめる。

## （1日 - 15日）

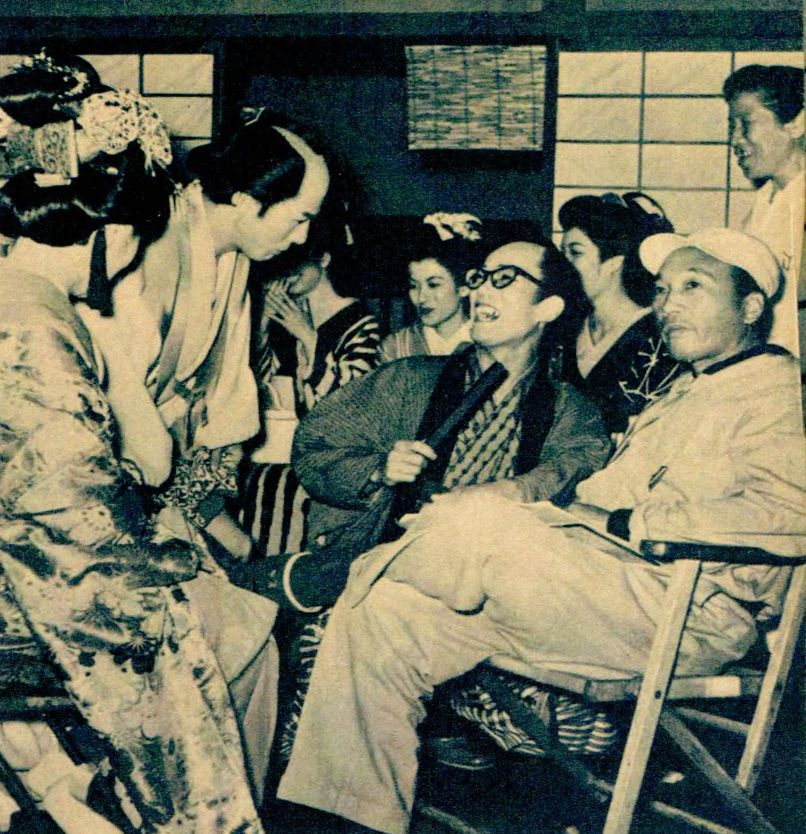
斎藤寅次郎（手前右）／5月1日没

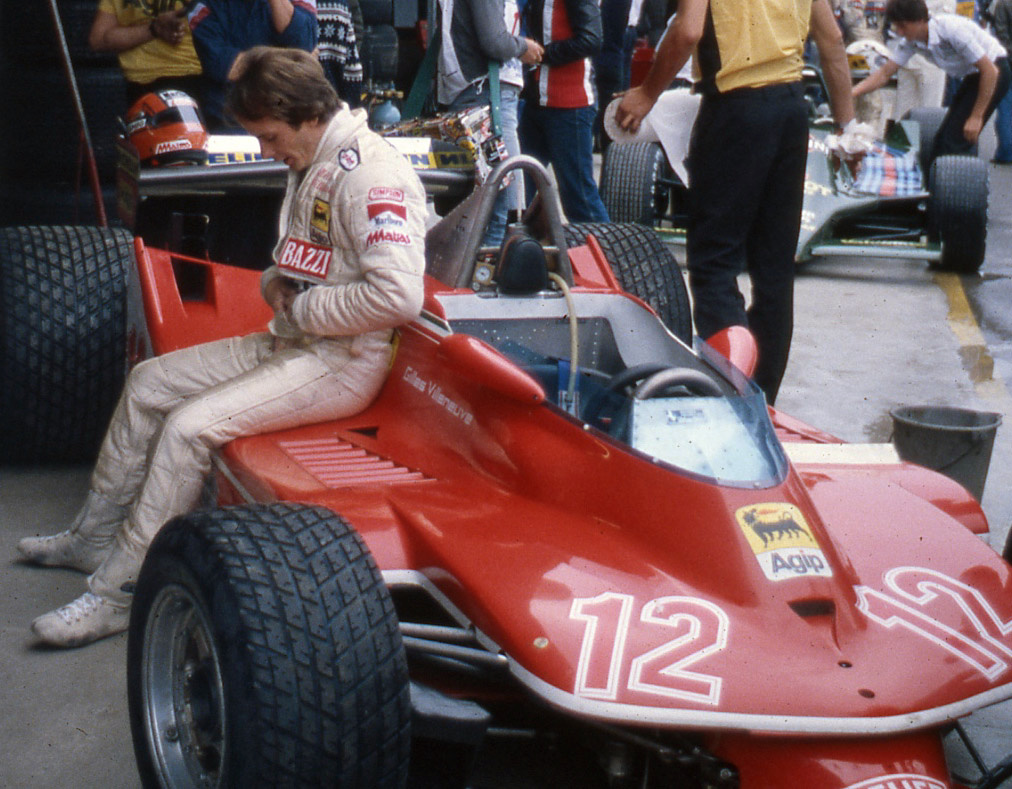
ジル・ヴィルヌーヴ／5月8日没

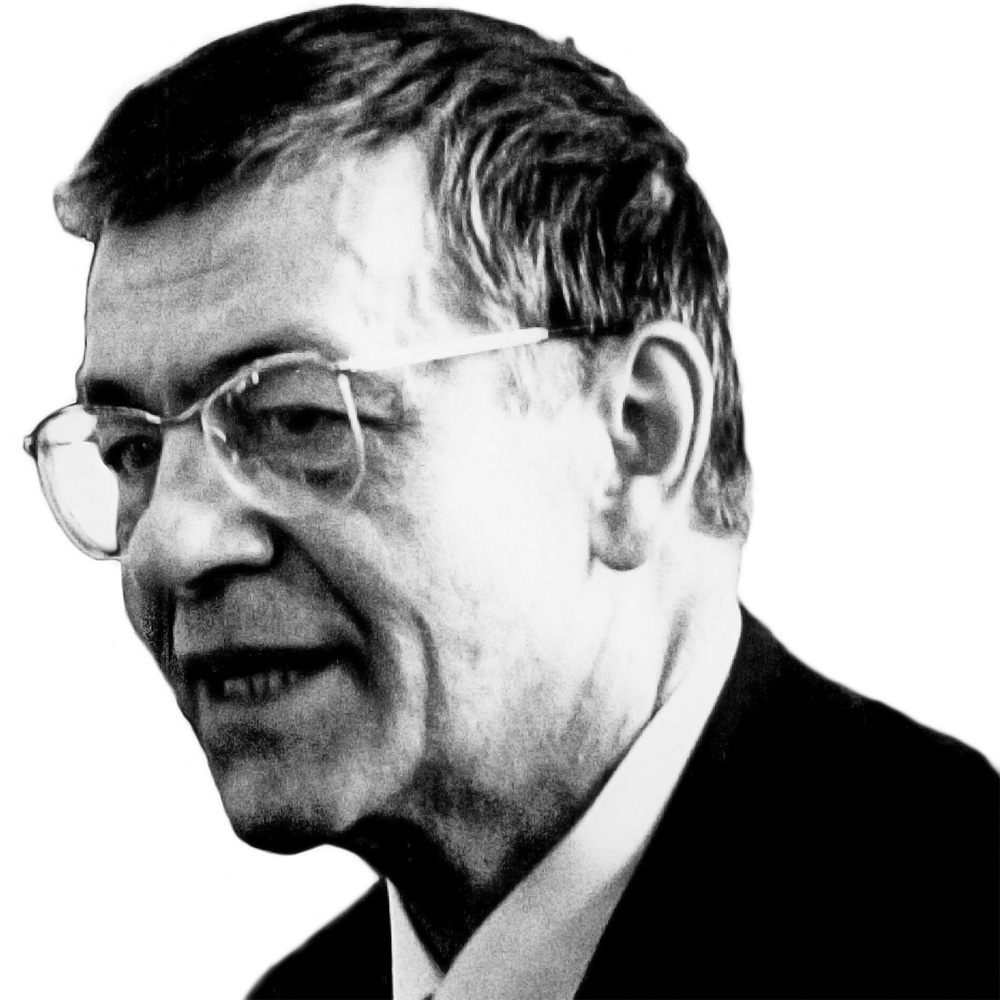
ペーター・ヴァイス／5月10日没

- 5月1日 - 斎藤寅次郎、映画監督（* 1905年）
- 5月2日 - 坂本直行[1]、画家（* 1906年）
- 5月5日 - カル・ジェイダー（英語版）、ジャズ・ヴィブラフォン奏者（* 1925年）
- 5月8日 - 瀬木三雄[要出典]、医学博士（* 1908年）
- 5月8日 - ジル・ヴィルヌーヴ、F1ドライバー（* 1950年）
- 5月10日 - 宇田道隆、水産海洋学者（* 1905年）
- 5月10日 - ペーター・ヴァイス、小説家・劇作家・美術作家（* 1916年）
- 5月11日 - 鈴木惣太郎、日米間のプロ野球交流者（* 1890年）
- 5月12日 - ハンフリー・サール、作曲家（* 1915年）
- 5月13日 - ベラ・スコバ、女子テニス選手（* 1931年）
- 5月15日 - 笹山茂太郎、元自由民主党衆議院議員（* 1901年）
- 5月15日 - ゴードン・スマイリー、インディ500ドライバー（* 1946年）

## （16日 - 31日）

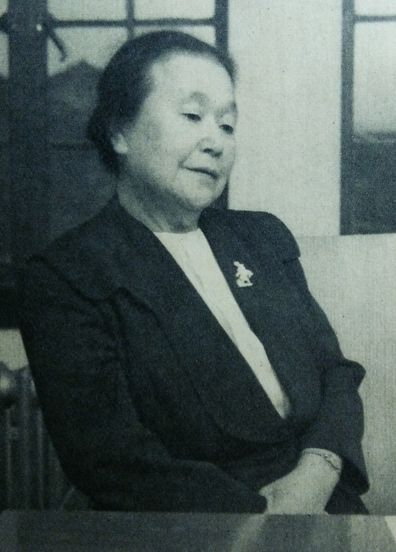
植村環／5月26日没

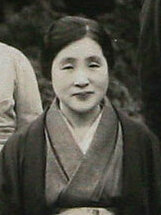
東條かつ子／5月29日没

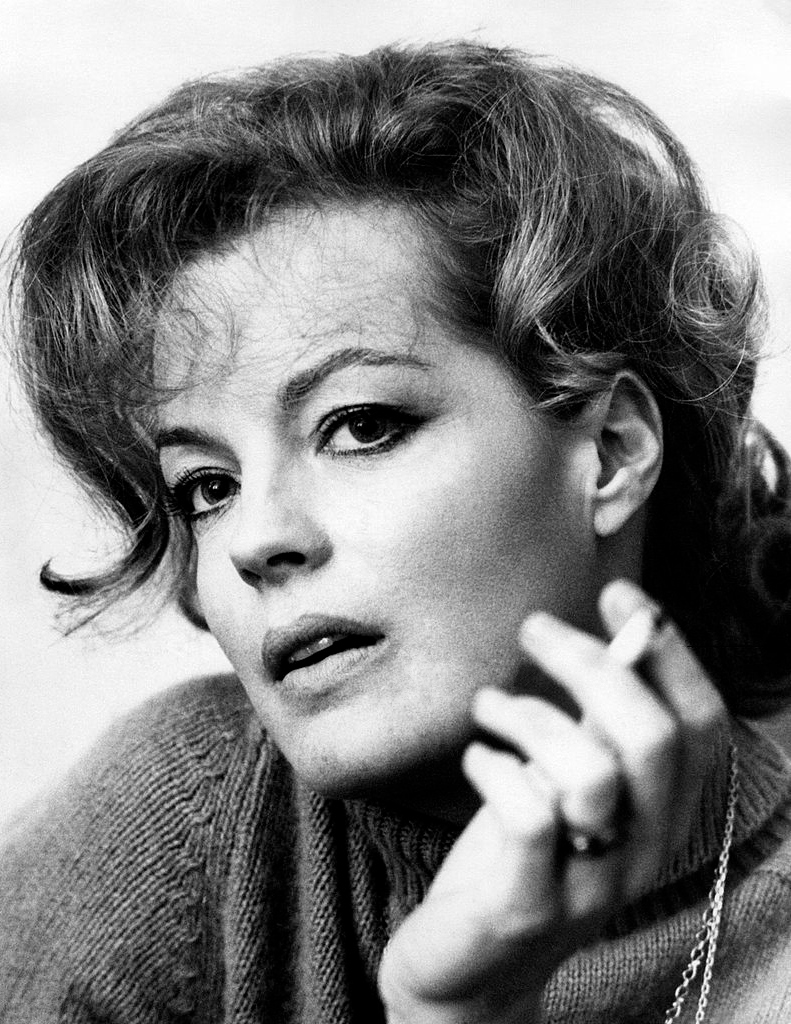
ロミー・シュナイダー／5月29日没

- 5月19日 - 宗宮房之助、大和軍のプロ野球選手（* 1920年）
- 5月21日 - ホルゲル・クラフォード、人工腎臓の発明家（* 1908年）
- 5月22日 - ジェイ・ラッシュ、農学者・生物学者（* 1896年）
- 5月26日 - 植村環、牧師（* 1890年）
- 5月28日 - アレキサンダー・ハード、スピードスケート選手（* 1910年）
- 5月29日 - 東條かつ子、第40代内閣総理大臣・東條英機の妻（* 1890年）
- 5月29日 - ロミー・シュナイダー、女優（* 1938年）
- 5月30日 - 池田正辰、鹿児島蒲生町長（* 1916年）[2]
- 5月31日 - 米原昶、日本共産党衆議院議員（* 1909年）